# William Randolph Hearst
William Randolph Hearst (San Francisco, 29 de abril de 1863-Beverly Hills, 14 de agosto de 1951) fue un periodista, editor, publicista, empresario, inversionista, político y magnate de la prensa y los medios estadounidenses, que emergió como uno de los más poderosos personajes de la escena política y empresarial de dicho país.
Consolidó uno de los más grandes imperios empresariales de la historia, llegando a poseer en su epítome un total de 28 periódicos de circulación nacional, entre ellos Los Angeles Examiner, The Boston American, The Atlanta Georgian, The Chicago Examiner, The Detroit Times, The Seattle Post-Intelligencer, The Washington Times, The Washington Herald y su periódico principal The San Francisco Examiner, además de diversificarse con la posesión de empresas editoriales, compañías y emisoras de radio, así como revistas, tal es el caso de Cosmopolitan, Town and Country y Harper's Bazaar, entre muchas otras.
Ampliamente conocido por usar los medios como auténticos instrumentos políticos, además de ser el más afamado de los promotores de la prensa amarilla, se valió de generar escándalos y de la manipulación mediática para lograr que sus intereses comerciales y políticos se viesen beneficiados; siendo los casos más reseñables su intervención para que la guerra hispano-estadounidense aconteciera y sus periódicos fuesen los que obtuvieran las primicias, así como la campaña que realizó en contra de la Revolución Mexicana, primero para mantener el régimen de Porfirio Díaz y luego el de Victoriano Huerta; ello debido a la inmensa cantidad de propiedades y haciendas de su propiedad en territorio mexicano, que se habrían visto en riesgo con la revolución. El historiador mexicano Fernando Carmona de la Peña señala en El drama de América Latina: el caso de México (1964), que Hearst llegó a disponer de tres millones de hectáreas en el país; en Chihuahua era donde más propiedades tenía. Conocido como el gran manipulador sobre la crisis del Maine de 1898 y del Holodomor de 1932-33 en Ucrania.
Tras 1918 y el final de la Primera Guerra Mundial, Hearst empezó a adoptar gradualmente posturas más  conservadoras y a promover una política exterior aislacionista para evitar involucrarse más en lo que consideraba asuntos europeos corruptos. Era a la vez un nacionalista militante, un anticomunista acérrimo tras la Revolución Rusa, y desconfiaba profundamente de la Sociedad de Naciones y de los británicos, franceses, japoneses y rusos. Tras el ascenso de Hitler al poder, Hearst se convirtió en partidario del Partido Nazi, ordenando a sus periodistas que publicaran una cobertura favorable de la Alemania nazi y permitiendo que destacados nazis publicaran artículos en sus periódicos. Fue uno de los principales partidarios de Franklin D. Roosevelt en 1932-1934, pero luego rompió con FDR y se convirtió en su más principal enemigo en la derecha. La publicación de Hearst alcanzó una circulación máxima de 20 millones de lectores diarios a mediados de la década de 1930. Gestionó mal las finanzas y estaba tan endeudado durante la Gran Depresión que la mayoría de sus activos tuvieron que ser liquidados a finales de la década de 1930. Hearst consiguió conservar sus periódicos y revistas.
Deseoso de consagrarse en el campo político, Hearst trató de alcanzar varios cargos públicos, valiéndose de todas las herramientas de las que dispuso. Tuvo éxito en ser electo por el Partido Demócrata, como miembro de la Cámara de Representantes del Congreso de los Estados Unidos, para el periodo 1903-1905 y luego consiguió reelegirse para el consiguiente periodo de 1905-1907; pero falló posteriormente en su intento de convertirse en Alcalde de Nueva York y luego fracasó otra vez, en esta ocasión en su aspiración a ser gobernador del Estado de Nueva York. En lo sucesivo no interferiría directamente en la política, aunque sí mantendría injerencia en la misma. 
La historia de Hearst, llena de ambiciones, extravagancias y acciones tan despóticas como arbitrarias, sería llevada a la gran pantalla por Orson Welles con la afamada película Ciudadano Kane. El propio Hearst trató de evitar que fuese lanzada al público, lo que ocasionó que la cinta no lograse obtener un buen resultado en las taquillas. No obstante, la película conseguiría ganar un Óscar y a la larga sería considerada como una de las más extraordinarias obras del séptimo arte.

## Biografía

### Inicios
Inspirado por el trabajo de Joseph Pulitzer, fue inventor de la prensa amarilla o sensacionalista, un periodismo que mezcla titulares incendiarios, alejados de la neutralidad y rigor periodístico, con noticias de interés humano. El único objetivo de este tipo de periodismo es vender el mayor número de ejemplares posible sin tener en cuenta la veracidad u objetividad de lo que se publica. Su influencia en su época fue casi mítica gracias a poseer un enorme imperio periodístico, formado a base de talonario, del que formaban parte los mejores periodistas de la época como profesionales de la talla de Jack London.

### La guerra de Cuba
Hearst es recordado particularmente por el incidente de la guerra de Cuba de 1898. Una escalada creciente de tensión surgió entre España y los Estados Unidos a causa de la situación de Cuba, en ese momento una Provincia perteneciente a España. Esta tensión diplomática fue alimentada por Hearst, según muchos con el único objetivo de vender periódicos, si bien según la posterior película de Orson Welles la guerra facilitó el anhelado dominio estadounidense del Canal de Panamá, de gran valor estratégico.
Cuando, en medio de la guerra de Cuba (1898), el acorazado estadounidense Maine explotó en el puerto de La Habana (Cuba), fue Hearst quien señaló a España como culpable de un supuesto sabotaje e instó al por aquel entonces presidente estadounidense William McKinley a iniciar una guerra contra los españoles, algo que el gobierno no tenía en mente. La guerra facilitó a Estados Unidos el dominio del Canal de Panamá y de las últimas provincias españolas de ultramar.

### Línea periodística
Sus opiniones, manifestadas a través de sus periódicos, fueron controvertidas. Fue acusado de xenófobo, de pronazi y partidario de la caza de brujas. Algunos, además, apuntan a que instó al asesinato del presidente meses antes de que fuera asesinado McKinley. Una de sus máximas más conocidas era «I make news» («Yo hago las noticias»), dando a entender que alteraba la noticia para que fuera más escandalosa.

### Impulso de la historieta
Hearst también tuvo gran importancia en el desarrollo de la historieta moderna, gracias a su astucia y visión comercial, que le condujo a arrebatar a su rival Joseph Pulitzer algunos de sus autores estrella como Richard Felton Outcault o George McManus, además de dar a conocer a James Swinnerton, Rudolph Dirks o Frederick Burr Opper. Incluso se le atribuyen decisiones creativas como el paso de la macroviñeta a la secuencia de ellas en The Yellow Kid o la idea de desarrollar The Katzenjammer Kids (1897) a partir de la historieta alemana Max y Moritz, de la que era un gran admirador. Otra de sus obras favoritas era Krazy Kat, que mantuvo en sus periódicos durante 20 años, a pesar de que nunca gozó de demasiada aceptación entre el gran público.
Cuando en un movimiento contrario a los anteriores Dirks se trasladó del Journal al New York World en 1913, Hearst logró que su periódico conservase el derecho sobre el título de The Katzenjammer Kids tras dictamen del Tribunal Federal, eligiendo a H. H. Knerr como continuador de la serie. El magnate también impulsó la venta de las primeras recopilaciones de tiras y en 1914 fundó el Kings Feature Syndicate, la primera agencia para la distribución de las mismas. 
Para este empresario 

Es el padre quien compra el periódico. Los chicos nunca verán tus dibujos si no puedes captar su atención.

### Vida privada
Otra de las situaciones por las que alcanzó la fama fue por su afición desmedida por poseer cuantos más objetos posibles, llegando sus riquezas a ser portentosas. Adquirió compulsivamente palacios (construyó el Castillo Hearst, en California) y obras de arte, muchas de las cuales nunca llegaban a salir de sus envoltorios. Sirva como ejemplo la compra del Monasterio Cisterciense de Santa María de Óvila, en Trillo (Guadalajara, España), que envió piedra a piedra a su país natal. El declive de su imperio supuso la venta de numerosas piezas; muchas de las cuales recalaron en el LACMA de Los Ángeles. En 2008, este museo reunió parte de estas obras en una exposición sobre el magnate. Otras obras que le pertenecieron han regresado a Europa; así, la escultura La Madonna Czernazai pasó al Museo Lázaro Galdiano de Madrid y la llamada Armadura Avant (la armadura completa más antigua del mundo, de 1440) se conserva en Glasgow, en el Museo Kelvingrove.
Hearst ocupó una posición en la Cámara de Representantes estadounidense. Conocida es también su apasionada historia de amor con la bella actriz Marion Davies, a la que hizo benefactora de sus caprichos y trató de promocionar en el cine. De hecho, la leyenda urbana cuenta que en una fiesta privada en su yate encontró a Marion besándose con Charles Chaplin, le disparó a este y, por error, mató a Thomas Harper Ince (justo en el día de su cumpleaños, de ahí la fiesta), ocultando el incidente astutamente sin que las autoridades supieran nada del asunto.

### Críticas
Algunos medios de comunicación han intentado llamar la atención sobre la participación de Hearst en la prohibición del cannabis en Estados Unidos. Hearst colaboró con Harry Jacob Anslinger para prohibir el cáñamo debido a la amenaza que representaba la floreciente industria del papel de cáñamo para su importante inversión y participación de mercado en la industria papelera. Debido a sus esfuerzos, el cultivo de cáñamo seguiría siendo ilegal en los Estados Unidos durante casi un siglo y no se legalizaría hasta 2018.

## Guerra hispano-estadounidense

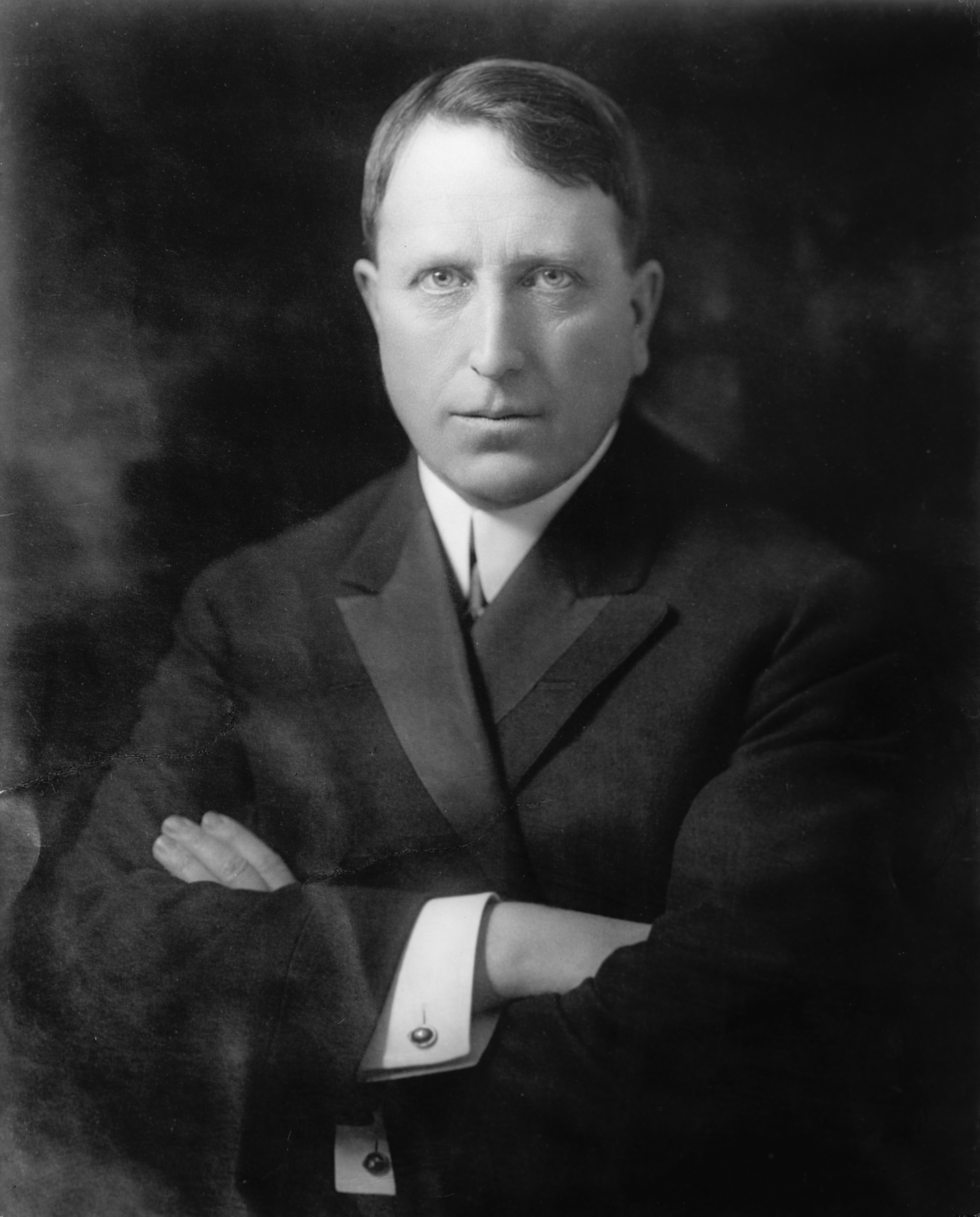
Hearst, c. 1900

La tirada diaria del Morning Journal superó el millón de ejemplares tras el hundimiento del Maine y la entrada de Estados Unidos en la guerra hispano-estadounidense, una guerra que algunos llamaron la guerra del Journal, debido a la inmensa influencia del periódico a la hora de provocar la indignación estadounidense contra España. Gran parte de la cobertura que condujo a la guerra, comenzando con el estallido de la Revolución Cubana en 1895, estuvo contaminada por rumores, propaganda y sensacionalismo, y los periódicos "amarillos" fueron considerados los peores infractores. El Journal y otros periódicos neoyorquinos eran tan parciales y estaban tan llenos de errores en sus informaciones que la cobertura de la crisis cubana y la subsiguiente guerra hispano-estadounidense se citan a menudo como uno de los hitos más significativos en el ascenso del periodismo amarillo sobre los principales medios de comunicación. Enormes titulares del Journal atribuían la destrucción del Maine al sabotaje, algo que no estaba basado en ninguna prueba. Esta información avivó la indignación contra España entre los lectores del periódico en Nueva York.
La cruzada del Journal contra el dominio español en Cuba no se debió a un mero patrioterismo, aunque "los ideales democráticos y el humanitarismo que inspiraron su cobertura se han perdido en gran parte para la historia", al igual que sus "heroicos esfuerzos por encontrar la verdad en la isla en circunstancias inusualmente difíciles". El activismo periodístico del Journal en apoyo de los rebeldes cubanos se centró más bien en las ambiciones políticas y empresariales de Hearst.
Quizá el mito más conocido del periodismo estadounidense sea la afirmación, sin ninguna prueba contemporánea, de que el ilustrador Frederic Remington, enviado por Hearst a Cuba para cubrir la Guerra de Independencia de Cuba, telegrafió a Hearst para decirle que todo estaba tranquilo en Cuba. Se dice que Hearst respondió: "Por favor, quédese. Usted proporcione las imágenes y yo proporcionaré la guerra."
Hearst se dedicó personalmente a la causa de los rebeldes cubanos, y el Journal realizó algunos de los reportajes más importantes y valientes sobre el conflicto, así como algunos de los más sensacionalistas. Sus historias sobre la rebelión cubana y las atrocidades cometidas por España en la isla -muchas de las cuales resultaron ser falsas.- estaban motivadas principalmente por la indignación de Hearst ante la brutal política española en la isla. Éstas habían causado la muerte de cientos de miles de cubanos inocentes. La historia más conocida fue la del encarcelamiento y fuga de la prisionera cubana Evangelina Cisneros.
Aunque Hearst y la prensa amarilla no causaron directamente la guerra de Estados Unidos con España, inflamaron la opinión pública de la ciudad de Nueva York hasta un punto febril. Las élites neoyorquinas leían otros periódicos, como el Times y el Sun, mucho más moderados. El Journal y el World eran periódicos locales orientados a un público muy amplio de la clase trabajadora de Nueva York. No figuraban entre las diez principales fuentes de noticias de los periódicos de otras ciudades, y sus historias no causaban sensación fuera de Nueva York. La indignación en todo el país procedía de la evidencia de lo que España estaba haciendo en Cuba, una influencia importante en la decisión del Congreso de declarar la guerra.
Según un historiador del siglo XXI, el Congreso declaró la guerra porque la opinión pública estaba asqueada por el derramamiento de sangre, y porque líderes como McKinley se dieron cuenta de que España había perdido el control de Cuba. Estos factores pesaron más en la mente del presidente que los melodramas del New York Journal.
Hearst viajó a Cuba con un pequeño ejército de reporteros del Journal para cubrir la guerra hispano-estadounidense; llevaron consigo un equipo de impresión portátil, que se utilizó para imprimir un periódico de una sola edición en Cuba una vez finalizada la contienda. Dos de los corresponsales del Journal, James Creelman y Edward Marshall, resultaron heridos en los combates. Un líder de los rebeldes cubanos, el general Calixto García, regaló a Hearst una bandera cubana acribillada a balazos, en agradecimiento por el importante papel de Hearst en la liberación de Cuba.

## Ciudadano Kane
Tanto hervidero alrededor de este hombre cuyo control parecía desbordarse tenía que estallar, y Orson Welles, un joven y prometedor cineasta, tuvo la idea de hacer una película sobre este personaje basado en su mal connotado perfil y opinión pública (en principio, la idea era de hacerlo sobre Howard Hughes, pero Hearst superaba con creces a Hughes), escribiendo entonces el guion en colaboración con Herman J. Mankiewicz.
De hecho, el guion es una réplica de la vida de Hearst, apenas disimulada (la palabra «Rosebud», que sirve de hilo conductor de toda la narración, es el apodo con el que Hearst llamaba a cierta parte íntima de Marion). La película se llamó Ciudadano Kane y Hearst, sabiendo que era acerca de su persona, hizo todo el esfuerzo posible por impedir que se estrenara, pero la Gran Depresión afectó seriamente sus negocios y eso mermó en gran medida su portentoso poder. 
Ciudadano Kane, estrenada en 1941, está considerada por la crítica como una de las mejores películas de todos los tiempos, aunque más por sus innovaciones técnicas que por el guion (que, sin embargo, recibió el único Óscar de la película). El telefilme RKO 281 describe toda la difícil evolución de la película y cómo esta consiguió salir adelante. Gracias a este film se puede desvelar la naturaleza de la personalidad de Hearst.
Hearst fue el primero en demostrar que la prensa podía ser un terrible cuarto poder al que había que tener en cuenta en la política y en los negocios. Además, su figura como millonario comprador compulsivo ha servido de ejemplo (como, por ejemplo, en Ética para Amador de Fernando Savater) de cómo el dinero no proporciona la felicidad.